# 신좡 야구장

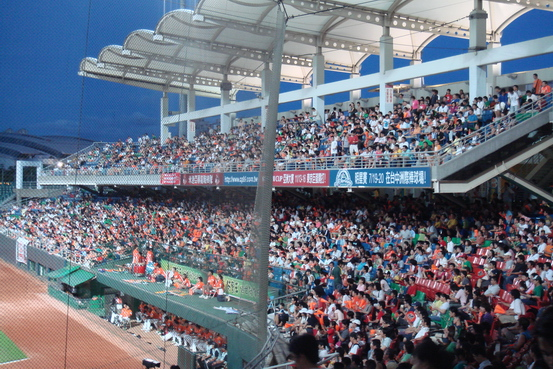
신좡 야구장

신좡 야구장(新莊棒球場)은 중화민국의 타이베이시에 있는 대만프로야구 리그 CPBL의 푸방 가디언스의 메인 홈 구장이다. 1997년에 완공되었으며, 수용 인원은 12,500명이다.

## 역사
- 1997년: 개장(7,200석)
- 2003년: 확장(12,500석)

## 같이 보기
- 대만의 야구 경기장 목록
- 중화 직업봉구 대연맹